# Fatubessi (Maubisse)
Der osttimoresische Suco Fatubessi (Fatu-Bessi, Fatu-Besi, Fatubesi, Fatubese) liegt im Verwaltungsamt Maubisse (Gemeinde Ainaro).

## Geographie

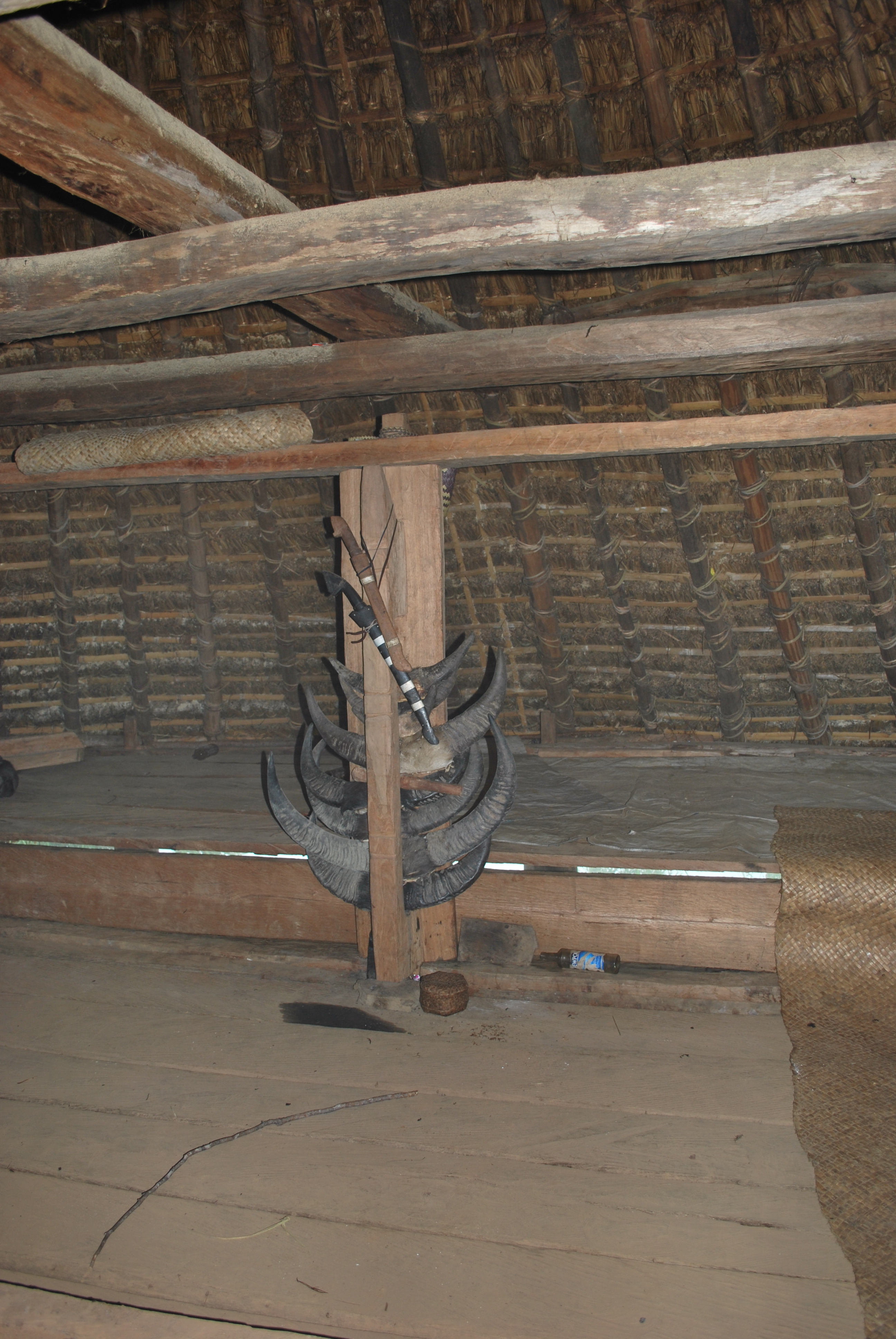
Im Relquienhaus (Uma Lulik) von Hohulo

Fatubessi liegt im Norden des Verwaltungsamtes Maubisse. Östlich und südwestlich befindet sich der Suco Maulau und südöstlich der Suco Edi. Im Norden und Westen grenzt Fatubessi an das Verwaltungsamt Aileu (Gemeinde Aileu) mit seinem Suco Lequitura. Die Nordgrenze bildet der Fluss Oharlefa, der zum System des Nördlichen Laclós gehört. Fatubessi hat eine Fläche von 16,60 km² und teilt sich in die sechs Aldeias Caitara (Kaitara), Cassimidei (Casimedi, Kasimidei), Hohulo, Rae-Buti-Lau (Raibutilau, Raibotilau), Titibauria und Tutu-Fili (Tutufili).
Am Berg Fatubessi finden sich im Kalkstein mehrere Höhlen. Hier liegt in einem Blindtal, in dem ein zeitweise trockener Bach endet, die Gruta de Bakua, die bisher tiefste und längste bekannte Höhle Osttimors. Ein möglicher Ausgang der Höhle ist Biribui, eine Höhle aus der ein Bach entspringt. Insgesamt gibt es in dem Gebiet mindestens 20 Höhleneingänge. Sollten sie alle miteinander verbunden sein, würden sie ein Höhlensystem mit mehreren Kilometern Länge, über eine Höhendifferenz von 500 Metern bilden. Viele Höhlen dienten immer wieder als Versteck für die lokale Bevölkerung während der indonesischen Besetzung (1975–1999).
Im Suco gibt es nur kleine Dörfer und Weiler neben vielen einzeln stehenden Häusern und Hütten. Der Sitz des Sucos und eine Kapelle befinden sich in Hohulo, nahe dem Zentrum von Fatubessi. Südwestlich davon liegen die Orte Tutu-Fili und Fada Tuto. Dazwischen steht eine Grundschule. Im Nordwesten von Fatubessi liegen nebeneinander die Dörfer Caitara und Titibauria und im Südwesten der Ort Cassimidei. In der Aldeia Rae-Buti-Lau im Südosten gibt es nur eine Reihe von kleinen Weiler und einzelnen Häusern.

## Einwohner
Im Suco leben 1.327 Einwohner (2022), davon sind 694 Männer und 633 Frauen. Im Suco gibt es 196 Haushalte. Etwa 95 % der Einwohner geben Mambai als ihre Muttersprache an. Minderheiten sprechen Tetum Prasa und Tetum Terik.

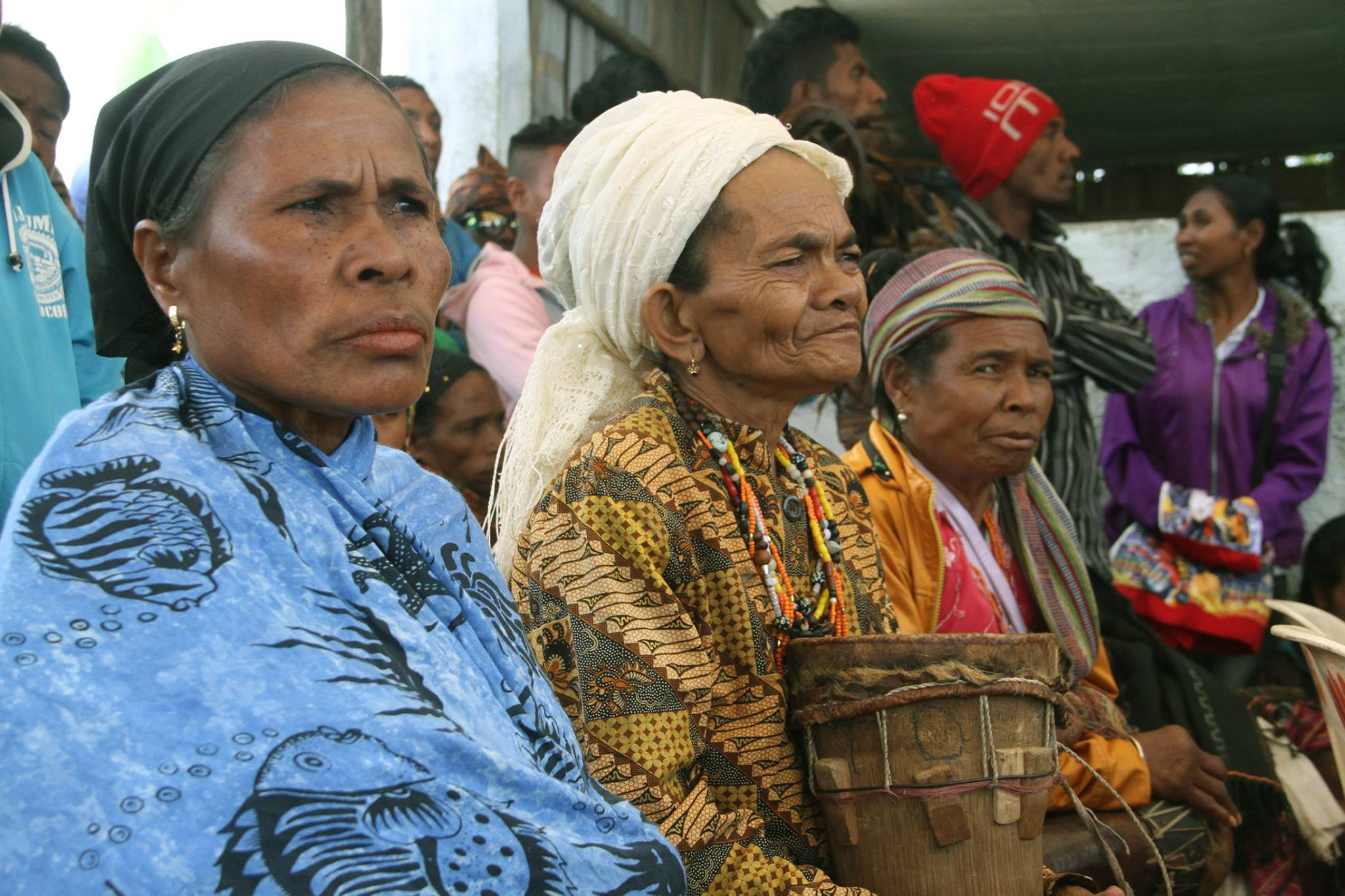
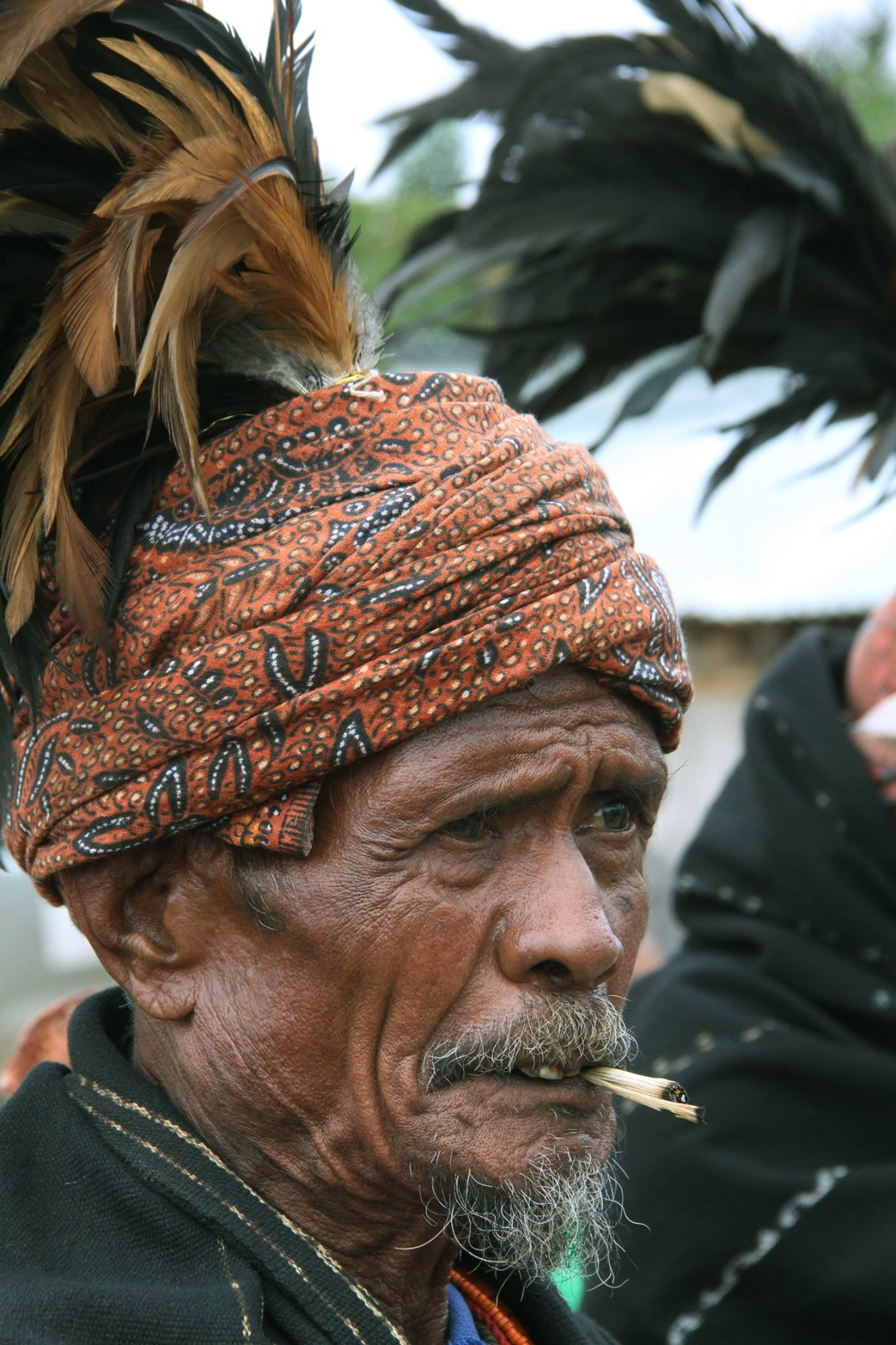
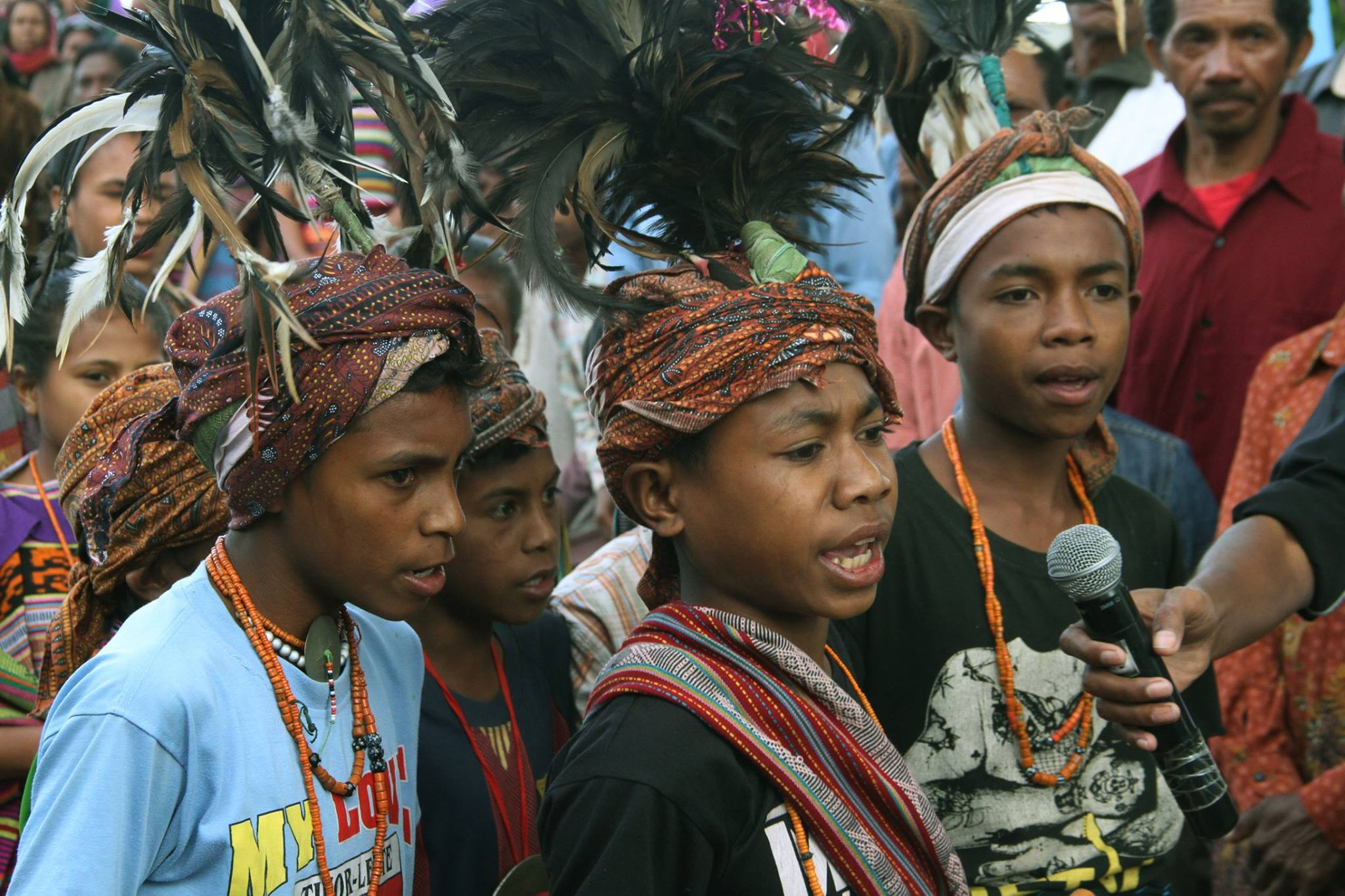
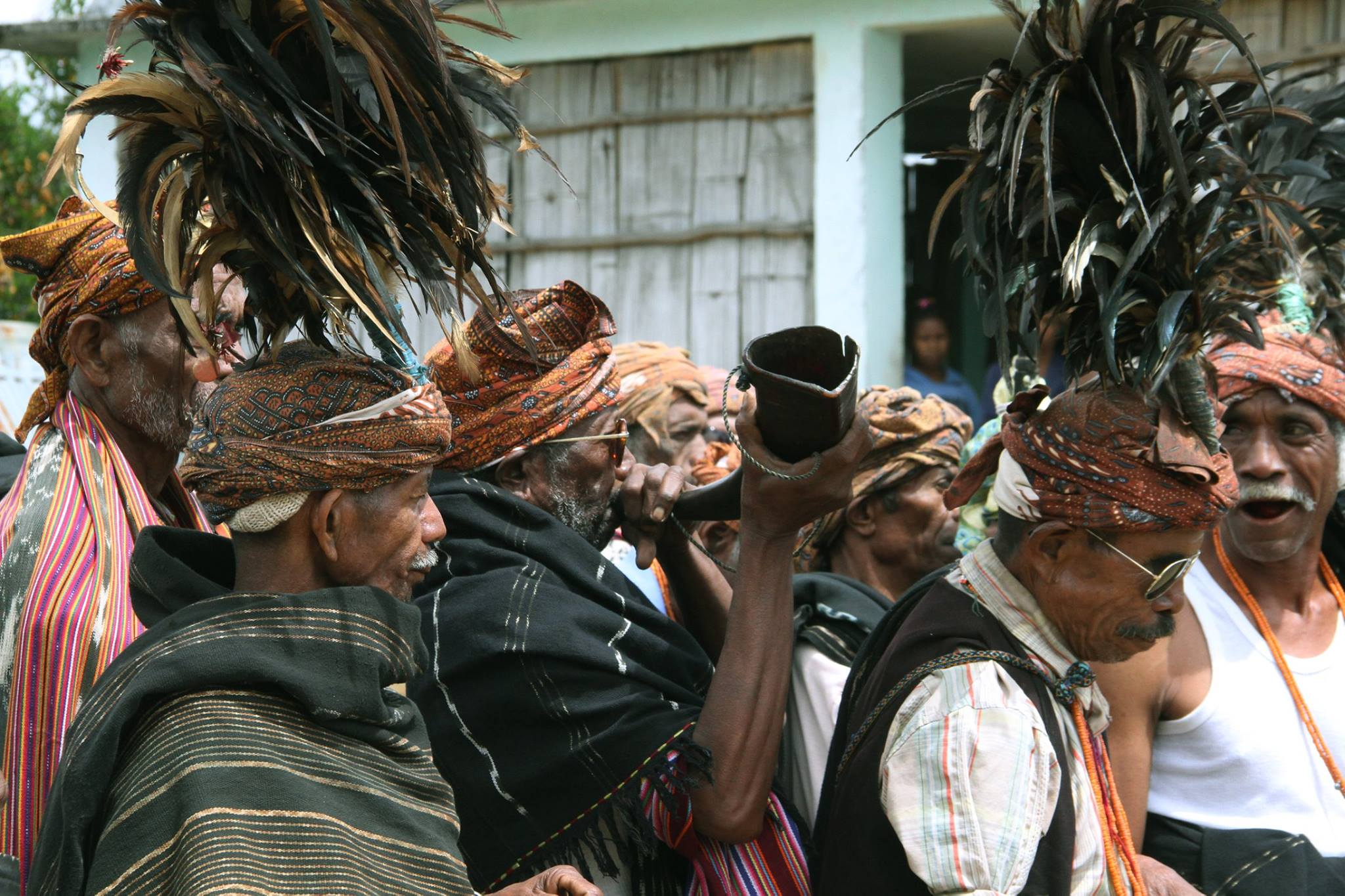
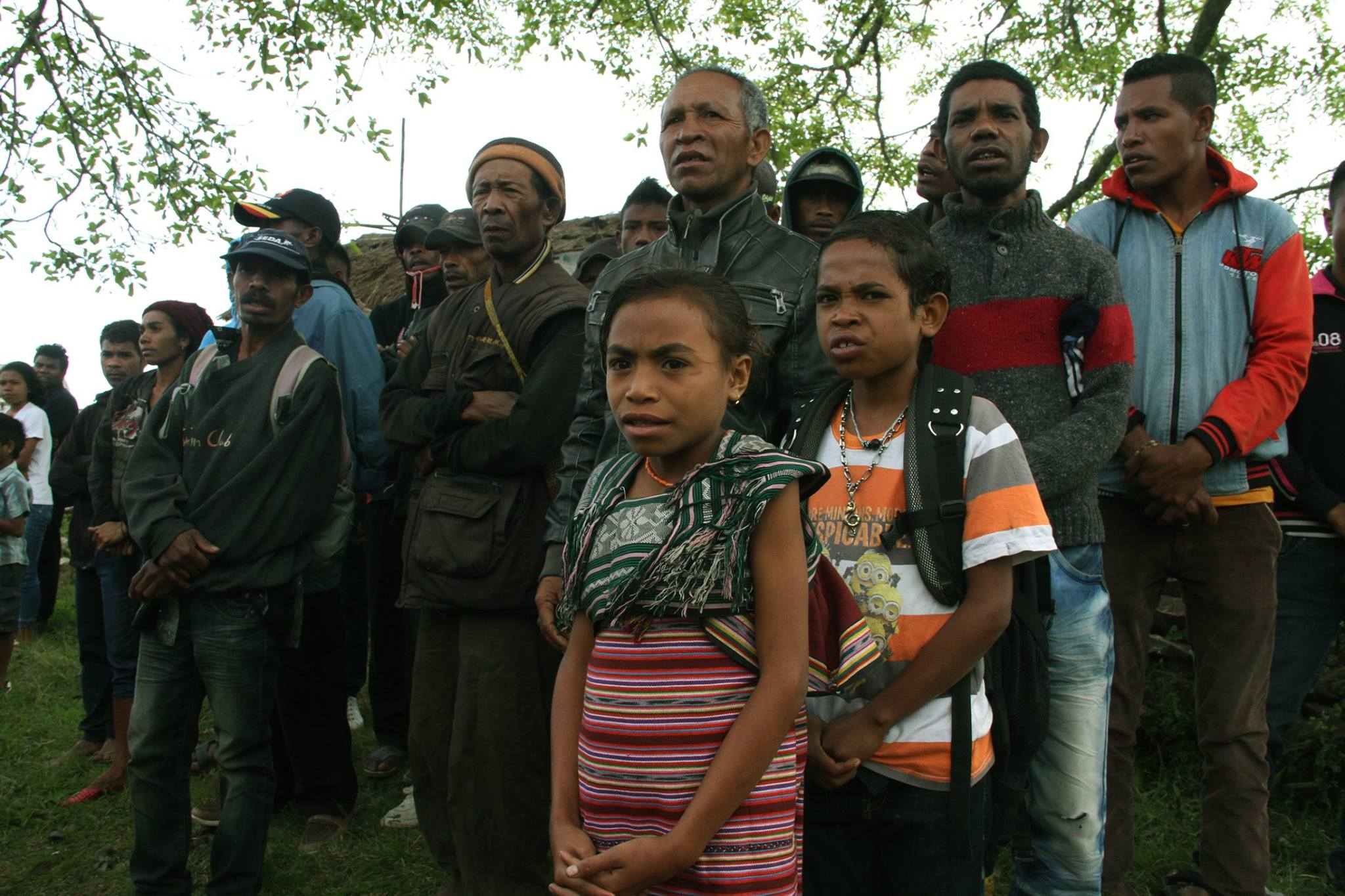

## Politik
Bei den Wahlen von 2004/2005 wurde Manuel Branco Gonsalves zum Chefe de Suco gewählt. Bei den Wahlen 2009 gewann Manuel Branco Tilman und 2016 Bonifacio Pereira Mendonça.

## Persönlichkeiten
- Manuel Tilman (* 1946), osttimoresischer Politiker